# Will Sampson
Pour les articles homonymes, voir Sampson.
Will Sampson, né le 27 septembre 1933 à Okmulgee, dans l'Oklahoma, et mort le 3 juin 1987 à Houston, au Texas, est un acteur et peintre américain, membre de la tribu amérindienne des Creeks. Il est surtout connu pour son interprétation du « Chef Bromden » dans Vol au-dessus d'un nid de coucou et de « Taylor le medicine-man » dans Poltergeist 2.

## Biographie
Sa carrière d'acteur débute dans Vol au-dessus d'un nid de coucou où il incarne le « Chef » Bromden, un indien incarcéré pour un crime qu’il n'a pas commis. Miloš Forman le remarque grâce à sa taille et son gabarit imposant (2,04 m pour 120 kilos), alors que Sampson occupait un emploi de garde forestier dans un parc de l'Oregon près de l'endroit du tournage.
Il incarne ensuite Harlon Twoleaf dans la série télévisée Vega$, et son physique hors norme lui vaut les premiers rôles de Fish Hawk, The Outlaw Josey Wales et Orca au cinéma.
Sampson joue à Tulsa (Oklahoma) dans la pièce Black Elk Speaks de l’American Indian Theater Company, aux côtés de David Carradine et d'autres acteurs amérindiens comme Wes Studi et Randolph Mantooth.
Sampson est aussi peintre : ses grands tableaux représentant la danse traditionnelle creek du ruban (Ribbon dance) sont exposées au Creek Council House Museum d’Okmulgee, sa ville natale. Il y a une présentation en ligne proposée par l’Association Kvskvnv (“kuskuna”).
Will Sampson, qui souffrait de sclérodermie, meurt en 1987 à l'âge de 53 ans des suites d'une défaillance rénale après une greffe du cœur et du poumon peu avant la fin du tournage de Poltergeist 3. Il est inhumé au Graves Creek Cemetery de Hitchita.

## Filmographie
- 1975 : Crazy Mama, de Jonathan Demme (non crédité)
- 1975 : Vol au-dessus d'un nid de coucou (One Flew Over the Cuckoo's Nest), de Miloš Forman
- 1976 : Buffalo Bill et les Indiens (Buffalo Bill and the Indians, or Sitting Bull's History Lesson), de Robert Altman
- 1976 : Josey Wales hors-la-loi (The Outlaw Josey Wales), de Clint Eastwood
- 1977 : Cowboysan, de Susan Oliver (court-métrage)
- 1977 : Le Bison blanc (The White Buffalo), de J. Lee Thompson
- 1977 : Orca, de Michael Anderson
- 1977 : Relentless, de Lee H. Katzin (TV)
- 1977 : The Hunted Lady, de Richard Lang (TV)
- 1978 : Standing Tall, de Harvey Hart (TV)
- 1979 : Tant qu'il y aura des hommes (From Here to Eternity), de Buzz Kulik (feuilleton TV)
- 1979 : Fish Hawk, de Donald Shebib
- 1979 : Vegas (Vega$), de Michael Mann (série télévisée)
- 1980 : Tant qu'il y aura des hommes (From Here to Eternity) (série télévisée)
- 1980 : Alcatraz: The Whole Shocking Story, de Paul Krasny (TV)
- 1982 : Born to the Wind, de Charles S. Dubin, Philip Leacock et I.C. Rapoport (série télévisée)
- 1983 : The Yellow Rose (en), de John Wilder (série télévisée)
- 1984 : The Mystic Warrior (en), de Richard T. Heffron (TV)
- 1985 : Une nuit de réflexion (Insignificance), de Nicolas Roeg
- 1986 : Poltergeist 2 (Poltergeist II: The Other Side), de Brian Gibson
- 1986 : Roanoak, de Jan Egleson (TV)
- 1986 : Le Temple d'or (Firewalker), de J. Lee Thompson
- 1987 : The Gunfighters, de Clay Borris (TV)